# Léna Kandissounon
Léna Kandissounon (* 26. November 1998 in Brest) ist eine französische Sprinterin und Mittelstreckenläuferin, die sich auf den 800-Meter-Lauf spezialisiert hat.

## Sportliche Laufbahn
Erste internationale Erfahrungen sammelte Léna Kandissounon im Jahr 2016, als sie bei den U20-Weltmeisterschaften in Bydgoszcz mit der französischen 4-mal-400-Meter-Staffel mit 3:46,12 min den Finaleinzug verpasste. Im Jahr darauf schied sie bei den U20-Europameisterschaften in Grosseto im 400-Meter-Lauf mit 54,28 s im Halbfinale aus und belegte mit der Staffel in 3:34,54 min den fünften Platz. 2019 scheiterte sie dann bei den U23-Europameisterschaften im schwedischen Gävle mit 2:07,24 min im Vorlauf über 800 Meter und wurde mit der Staffel im Vorlauf disqualifiziert. 2023 erreichte sie bei den Halleneuropameisterschaften in Istanbul das Halbfinale und schied dort mit 2:03,58 min aus. Im Juni wurde sie bei der 1. Liga der Team-Europameisterschaft im Rahmen der Europaspiele in Chorzów in 2:01,03 min Sechste im A-Lauf über 800 Meter. Im August schied sie bei den Weltmeisterschaften in Budapest mit 2:00,81 min in der ersten Runde aus. Im Jahr darauf verpasste sie bei den Europameisterschaften in Rom in 1:59,81 min als Vierte nur knapp eine Medaille, ehe sie bei den Olympischen Sommerspielen in Paris mit 2:03,40 min in der Hoffnungsrunde ausschied.
2025 schied sie bei den Halleneuropameisterschaften in Apeldoorn mit 2:04,86 min im Vorlauf über 800 Meter aus.
2023 wurde Kandissounon französische Meisterin im 800-Meter-Lauf im Freien sowie 2021 in der Halle.

## Persönliche Bestzeiten
- 400 Meter: 53,39 s, 22. Mai 2022 in Grenoble
  - 400 Meter (Halle): 53,49 s, 22. Februar 2025 in Miramas
- 800 Meter: 1:59,65 min, 9. Juni 2023 in Paris
  - 800 Meter (Halle): 2:01,22 min, 16. Februar 2026 in Lyon